# Demografía de Filipinas

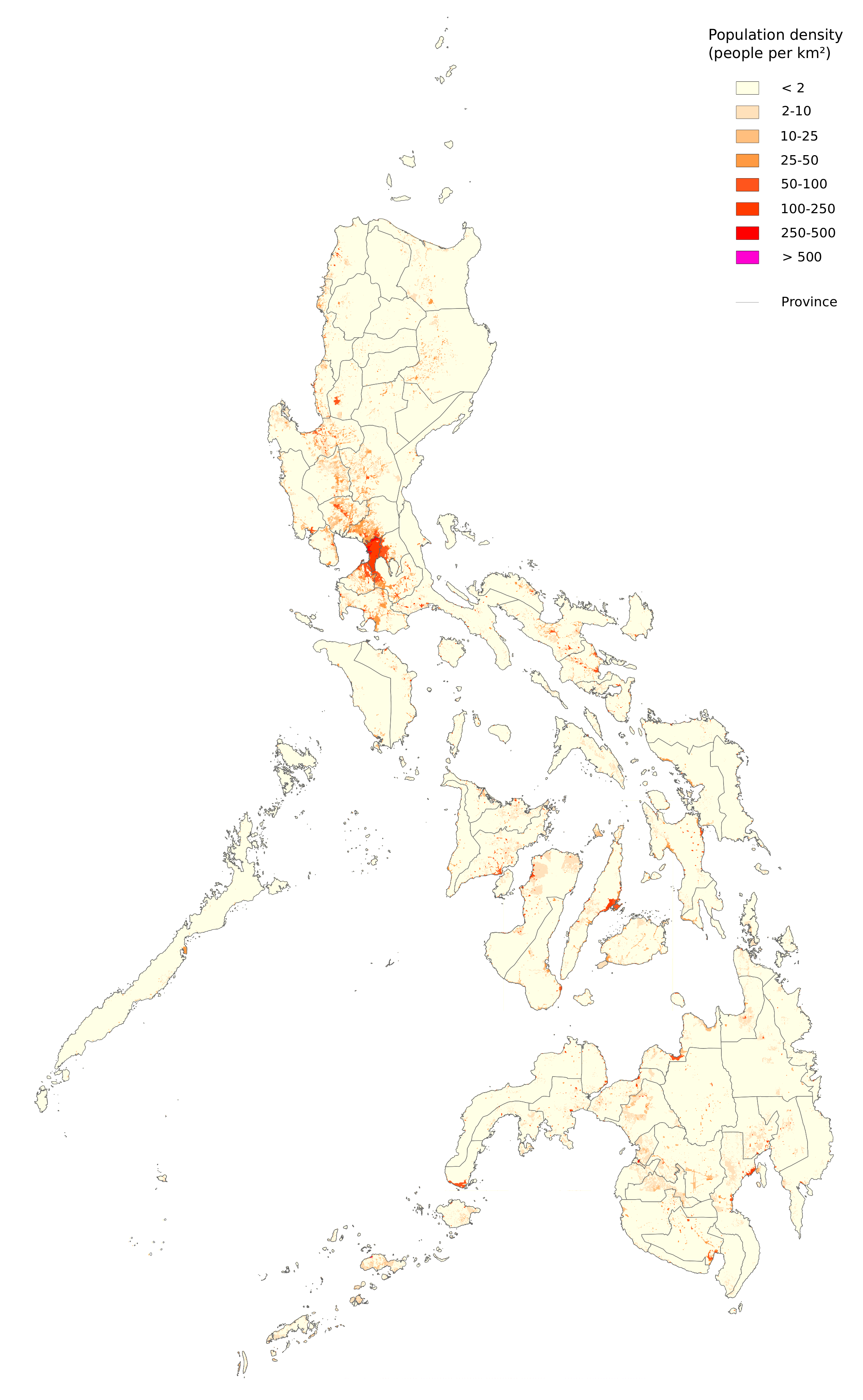
Densidad de población (2010)

En la demografía de Filipinas, se puede apreciar que las personas están concentradas en ciudades como en zonas rurales. Manila y Ciudad Quezón son las ciudades más pobladas del país.

## Población

### Población total
115 963 061 habitantes (2024 est.)

### Proyección
| Año  | Población Filipina | Fuente |
| ---- | ------------------ | ------ |
| 2030 | 123 227 738        | [ 2 ]  |
| 2040 | 136 188 305        | [ 2 ]  |
| 2050 | 146 313 012        | [ 2 ]  |
| 2060 | 153 451 874        | [ 2 ]  |
| 2070 | 159 961 902        | [ 2 ]  |
| 2080 | 164 775 437        | [ 2 ]  |
| 2090 | 167 839 790        | [ 2 ]  |
| 2100 | 171 179 836        | [ 2 ]  |

## Perfil demográfico
Filipinas es un país étnicamente diverso que se encuentra en las primeras fases de la transición demográfica. Su tasa de fecundidad ha descendido de forma constante desde la década de 1950. El descenso fue más rápido tras la introducción de un programa nacional de población en los años 70, en gran parte debido al mayor uso de métodos anticonceptivos modernos, pero la fertilidad ha disminuido más lentamente en los últimos años. La tasa global de fecundidad (TGF) del país -el número medio de nacimientos por mujer- cayó por debajo de 5 en la década de 1980, por debajo de 4 en la de 1990 y por debajo de 3 en la de 2010. La TGF sigue estando por encima del nivel de reemplazo, en 2,9, e incluso es más alta entre los pobres, los residentes rurales y las personas con menos educación. Una de las razones más importantes de la elevada TGF es el deseo de tener más de dos hijos, en parte porque los hijos son un medio de ayuda económica y de seguridad para los padres a medida que envejecen, especialmente entre los pobres.
Filipinas es la fuente de una de las mayores poblaciones de emigrantes del mundo, gran parte de la cual consiste en trabajadores temporales legales conocidos como trabajadores extranjeros en el extranjero o OFW. En 2019, había 2,2 millones de OFW. Trabajan en una amplia gama de campos, con mayor frecuencia en servicios (como cuidadores y trabajo doméstico), oficios especializados y construcción, pero también en campos profesionales, como la enfermería y la ingeniería. Los trabajadores filipinos en el extranjero suelen emigrar a países de Oriente Medio, pero otros destinos populares son Hong Kong, China y Singapur, así como el empleo en barcos. Los marinos filipinos representan el 35-40% de los marinos del mundo, a partir de 2014. Las mujeres OFW, que trabajan principalmente en los servicios domésticos y el entretenimiento, han superado en número a los hombres desde 1992. 
La migración y las remesas han sido una característica de la cultura filipina durante décadas. El gobierno ha fomentado y facilitado la emigración, regulando las agencias de contratación y aprobando leyes para proteger los derechos de los trabajadores migrantes. Los filipinos comenzaron a emigrar a Estados Unidos y Hawái a principios del siglo XX. En 1934, la legislación estadounidense limitó a los filipinos a 50 visados al año, salvo en caso de escasez de mano de obra, lo que hizo que la emigración cayera en picado. No fue hasta la década de 1960, cuando Estados Unidos y otros países de destino -Canadá, Australia y Nueva Zelanda- flexibilizaron sus políticas de inmigración, que la emigración filipina se expandió y diversificó. El gobierno puso en marcha un programa de empleo en el extranjero en la década de 1970, promoviendo la mano de obra filipina a los países del Golfo que necesitaban más trabajadores para sus industrias petroleras.  La emigración filipina aumentó rápidamente. El gobierno pretendía que la emigración internacional fuera temporal, pero la falta de empleo y los malos salarios en el país, la continua demanda de trabajadores en los países del Golfo y los nuevos mercados laborales en Asia siguen estimulando la emigración filipina.

## Características
La mayor parte de la población en Filipinas son jóvenes de edad inferior a 30 años. La esperanza de vida es de 70 años de edad, y más de la mitad de la población es campesina. En cuanto a la población por género o sexo en Filipinas, según las estadísticas y estimaciones fue de unos 48.253.375 mujeres y 48.453.389 varones en 2012. Las personas de sexo masculino superan a las personas de sexo femenino dentro de la población filipina, si bien las mujeres a partir de los 15 años para adelante son mayores

#### Evolución histórica
El primer censo en Filipinas se fundó en 1591, sobre la base de los tributos recaudados. Los tributos cuentan la población fundadora total de Hispano-Filipinas como 667.612 personas, de los cuales: 20.000 eran comerciantes inmigrantes chinos, en diferentes momentos: alrededor de 15.600 personas eran soldados-colonos latinos que fueron enviados acumulativamente desde Perú y México y fueron enviados a Filipinas anualmente, 3.000 eran residentes japoneses, y 600 eran españoles puros de Europa. También había un número grande pero desconocido de filipinos indios porque importaron cantidades masivas de esclavos de Bengala y el sur de la India. Esto hizo que los bengalíes de habla indoeuropea y los tamiles de habla dravidiana tuvieran presencia en las áreas rurales de Filipinas. el resto de la población eran malayos y negritos. Por lo tanto, con solo 667.612 personas, durante esta era, Filipinas se encontraba entre las tierras más escasamente pobladas de Asia. Por el contrario, Japón durante esa era (el siglo XVI) ya tenía una población de 8 millones o México tenía una población de 4 millones, lo que era enorme en comparación a los meros 600.000 de Filipinas. En 1600, el método de conteo de la población fue renovado por los funcionarios españoles, quienes luego basaron el conteo de la población a través de registros eclesiásticos.
En 1798, la población de Luzón o Luconia se estimó en alrededor de 600.000 con las otras islas, desconocidas. 200.000 de los 600.000 habitantes eran descendientes de razas mixtas de mezcla española, china o latinoamericana. 5.000 soldados alistados ese año eran de ascendencia sudamericana, mientras que 2.500 eran oficiales españoles puros. También hubo 20.000 nuevos inmigrantes chinos. Mientras que el libro "Forzados y reclutas: los criollos novohispanos en Asia (1756-1808)" estimó que los inmigrantes mexicanos en Filipinas eran 35,000 a fines del siglo XVIII. La ascendencia mixta español-filipina puede ser más común de lo esperado, ya que muchos españoles a menudo tienen concubinas y amantes filipinas y con frecuencia tienen hijos fuera del matrimonio.
En las décadas de 1860 a 1890, en las áreas urbanas de Filipinas, especialmente en Manila, según las estadísticas de entierros, hasta el 3,3% de la población eran españoles europeos puros y los chinos puros llegaban al 9,9%. Las poblaciones mestizas hispano-filipinas y chino-filipinas también fluctuaron. Finalmente, todos los que pertenecían a estas categorías no nativas disminuyeron porque fueron asimilados y eligieron identificarse a sí mismos como filipinos puros, ya que durante la Revolución filipina, el término "filipino" incluía a cualquier persona nacida en Filipinas procedente de cualquier raza.
Evolución de la población filipina a lo largo de la historia:
- 1591, censo: 666.712 ha.[13]
- 1686: 600.000 ha.[14]
- 1766: 720.000 ha.[14]
- 1799: 1.500.000 ha.[14]
- 1800: 1.600.000 ha.[15][16]
- 1830: 2.500.000 ha.[12]
- 1878, censo: 6.163.600 ha.[17]
- 1887, censo: 6.984.727 ha.[12]
- 1898, censo: 7.832.719 ha.
- Tras la victoria sobre España los EE. UU. anexaron a las islas, desde 1899 a 1902 se sucedió un sangriento conflicto que costo la vida de un millón de filipinos.[18]
- 1903, censo: 7.635.426 ha.
- 1939, censo: 16.000.303 ha.
- 1960, censo: 27.087.685 ha.
- 1970, censo: 36.684.948 ha.
- 1975, censo: 42.070.660 ha.
- 1980, censo: 48.098.460 ha.
- 1990, censo: 60.703.206 ha.
- 1995, censo: 68.616.536 ha.
- 2000, censo: 76.504.077 ha.
- 2007, censo: 88.574.614 ha.[19]
- 2010, censo: 93.260.800 ha.
- 2012, censo: 96.706.764 ha.

### Distribución por sexos
Por sexo: 
En el momento del nacimiento: 1,05 varones (s) / mujeres menores de 15 años: 1.041 hombres (s) / mujeres 15-64 años: 0.994 hombres (s) / mujeres de 65 y más años: 0.767 hombres (s) / mujeres población total: 0,999 varones (s) / mujer (2007 est)

### Distribución por edades
Edades ternarias:
Hombres: 49.029.927
Mujeres: 48.946.676
0-14 años: 35.2% (hombres 17,606,352/mujeres 16,911,376) 
15-64 años: 60.6% (hombres 29,679,327/mujeres 29,737,919)
65 años para adelantes: 4.1% (hombres 1,744,248/mujeres 2,297,381) (2009 est.)
Mediana edad: 
total: 22,7 años 
varones: 22,2 años 
mujeres: 23,3 años (2007 est)

### Distribución geográfica
Datos según proyección para 2010.
| Región                                 | Designación | Población  |
| -------------------------------------- | ----------- | ---------- |
| Gran Manila                            | RCN         | 11.552.100 |
| Región Administrativa de la Cordillera | RAC         | 1.694.400  |
| Ilocos                                 | Región I    | 5.172.900  |
| Valle del Cagayán                      | Región II   | 3.365.400  |
| Luzón Central                          | Región III  | 10.159.300 |
| CALABARZON                             | Región IV-A | 11.904.100 |
| MIMAROPA                               | Región IV-B | 3.018.000  |
| Bícol                                  | Región V    | 5.711.500  |
| Bisayas Occidentales                   | Región VI   | 7.578.000  |
| Bisayas Centrales                      | Región VII  | 7.029.300  |
| Bisayas Orientales                     | Región VIII | 4.447.500  |
| Península de Zamboanga                 | Región IX   | 3.487.400  |
| Mindanao del Norte                     | Región X    | 4.349.300  |
| Región de Dávao                        | Región XI   | 4.362.400  |
| SOCCSKSARGEN                           | Región XII  | 4.080.400  |
| Caraga                                 | Región XIII | 2.549.400  |
| Región Autónoma del Mindanao Musulmán  | RAMM        | 3.551.800  |

### Movimiento natural
Tasa de natalidad: 24,48 nacimientos/1000 población (2007 est) 
Tasa de mortalidad: 5,36 muertes/1000 población (2007 est) 

### Migración
Tasa de migración neta: -1,48 migrante (s) / 1000 población (2006 est) 

## Etnias e inmigración

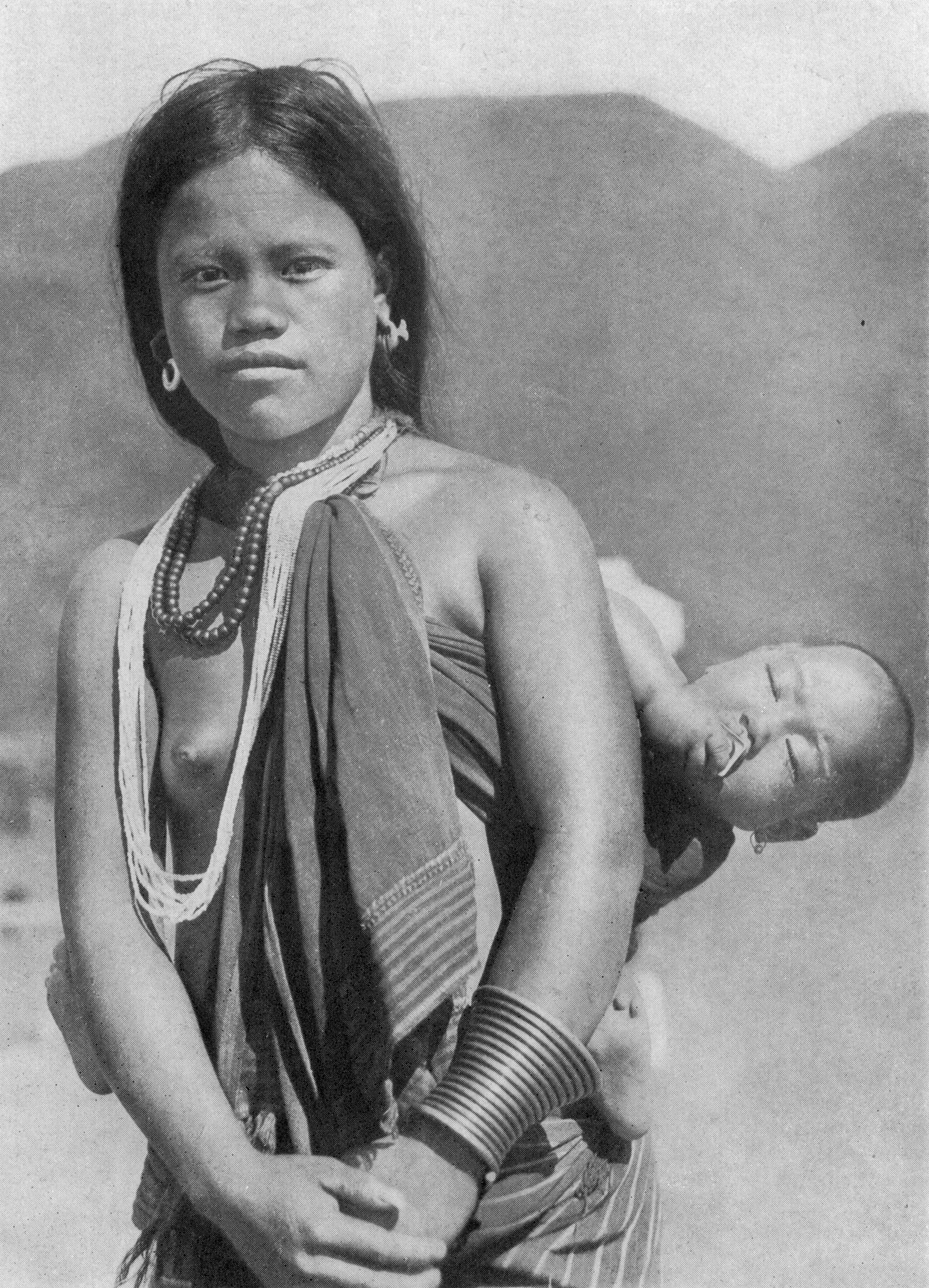
Mujer ifugao.

Según las estadísticas del gobierno filipino y datos de censo del 2006, un 95% de la población filipina es de etnias malaya-polinesias, descendientes de inmigrantes de la Península Malaya e Indonesia que llegaron mucho antes de la era cristiana. La minoría étnica extranjera más significativa son los chinos, que han desempeñado un papel importante en el comercio desde el noveno siglo, cuando llegaron a las Filipinas como comerciantes. Los filipinos que se creen de ascendencia mestiza - de raza malaya mezclado con chino, español u otro - forman una minúscula minoría (2%) pero su influencia económica y política es desproporcionadamente importante, no obstante los análisis genéticos han demostrado que los mestizos ya sean de español o de chino suponen un número mucho más alto del orden del 20%. Las pequeñas comunidades de extranjeros (chinos, japoneses, coreanos, europeos, árabes, indios y pakistaníes, etc.) y los aeta que habitan en el interior del país y las áreas de Mindanao, constituyen el resto.
Filipinas es el país más diverso étnicamente de Asia, y es uno de los países más diversos en el mundo en términos de etnicidad. Aunque en décadas recientes el gobierno ha trabajado para hacer el país más homogéneo culturalmente, esto se hace difícil por la gran diversidad lingüística de los habitantes. La mayoría de la población (95%) puede dividirse en ocho importantes grupos de etnias austronesias; >40% visayos, <24% tagalos, 11% ilocanos, 5% moros (los grupos malayos de religión musulmana en la región de Mindanao), los pangasinenses, pampangueños, ilongos, bicolanos, waray-warayes, constituyen el resto de los austronesios conocidos como los moros y los samal. 
La población filipina está compuesta por varios grupos étnicos. Los austronesios están divididos en diferentes ramas: Bisayos, tagalos, ilocanos, etc. También existen pobladores de razas no austronesios: españoles, chinoyes, nipofilipinos, etc.
Una pequeñísima minoría de la población incluye a los aeta, una vez activos en las islas por milenios, que se han replegado hacia el interior. Muchos aetas fueron absorbidos por los filipinos descendientes de los invasores malayos o han sido aislados con desapropiación sistemática.
En los 100 años desde el censo filipino de 1903, la población se ha multiplicado por once.
Filipinas, como vimos en el sector de las etnias, es un país que ha recibido inmigración de otros países asiáticos y de otros continentes, que hoy constituyen unas minorías de esas comunidades, aunque también hubo mestizaje con elementos extranjeros. Hoy en día, también han sido muy importantes las inmigraciones extranjeras al archipiélago filipino, como los musulmanes, entre ellos los árabes y, después, los indonesios. Existen también las inmigraciones europeas; los hijos o descendientes de los españoles, quienes conquistaron y colonizaron el país; aún existe una minoría de portugueses y británicos. En los últimos años, es uno de los países del continente asiático junto con Tailandia, que presenta una tasa de inmigración y que se asemeja algo parecido en algunos países europeos. Esta situación es similar a la de España y Francia, como también algunos de los países de América Latina. Parece ser que supera el número de inmigrantes a las grandes potencias asiáticas como China, Corea del Sur, Japón y Taiwán.
También hay mestizos resultantes de estas mezclas de agrupaciones indígenas con elementos europeos y orientales. Asimismo, viven los negritos[cita requerida] o pigmeos, algunos de ellos mezclados con otras razas propias de las islas, o bien con otros inmigrantes. También en el país viven los judíos, que fueron refugiados durante la persecución de la Segunda Guerra Mundial, entre ellos la comunidad sefardí.

### Grupos étnicos
- Bicolanos (~5.907.000)
- Bisayos (~40.000.000)
- Chinoyes (~22.000.000)
- Latinofilipinos (~12.700.000)
- Hispanofilipinos (~6.500.000)
- Ilocanos (~9.136.000)
- Moros (~5.000.000)
- Pampangos (~2.890.000)
- Pangasinenses (1.500.000–2.434.086)
- Tagalos (~15.876.000)

#### Grupos más pequeños

##### No tribal
- Gaddang
- Ibanag (~500.000)
- Isneg (~30.000)
- Itawis
- Itbayaten
- Ivatan (~34.600 en las Filipinas, ~3.872 en Taiwán)
- Malaweg
- Nipofilipinos (100.000–200.000)
- Yogad

##### Tribal
- Bajau
- Igorot
- Lumad
  - Camai
  - Manobi
  - Tasaday
  - Tboli
- Mangyan
- Orang Asli
  - Aeta
  - Ati

## Lenguas
Lenguas: Filipino basado en el tagalo (oficial), inglés (oficial), español (minoritario), árabe (minoritario)
El tagalo, hablado en la región meridional de la isla de Luzón, es la base del idioma filipino. Otras lenguas autóctonas importantes son el cebuano, ilocano, hiligaynon, bicolano, samareño, pampango, pangasinán, kinaray-a, maranao, maguindanao y tausug, ambas auxiliares y a la vez cooficiales, solo en sus respectivas regiones.
El español, ha sido importante en la época colonial perdiendo su hegemonía en el último siglo desde la ocupación norteamericana del país (1898) por la sustitución del inglés. Aún persiste una forma de criollo español llamado chabacano hablado por más de medio millón de filipinos en Zamboanga, Basilán, Cotabato, Dávao y otras zonas del país. El español también existe de forma subyacente en Filipinas: en nombres y apellidos, topónimos de calles y ciudades, y en incontables palabras en tagalog, ilocano, cebuano y otras lenguas nativas. En los últimos años está resurgiendo el interés por promover la lengua española, oficial durante 400 años en Filipinas, como un patrimonio lingüístico más del pueblo filipino. Filipinas cuenta con dos instituciones dedicadas a la enseñanza y promoción de la lengua española: el Instituto Cervantes, y la Real Academia de la Lengua Filipina (correspondiente de la Real Academia Española) ambas en Manila.
También los núcleos inmigrantes hablan otras lenguas como el chino, japonés, árabe, francés, hindi, bahasa, coreano, alemán y vietnamita.

## Religión
El 88% de la población filipina se declara católica, seguido por la Iglesia Filipina Independiente con elementos cristiano católico, aproximadamente con unos 2.000.000 de fieles. Si bien un 9% es cristiano protestante y un 5% islámico, profesado principalmente en las islas de Mindanao, Joló y Sulu por las comunidades étnica de los moros y que tienen como representante a un Tagalog. El resto pertenece a la religión budista, taoísta, sintoísta,  y entre otros.

## Emigración de Filipinas
El diez por ciento de los filipinos (unos 7.500.000, la mayoría son mujeres) residen fuera de su país. Esto se debe a la situación actual que atraviesa todavía Filipinas, los filipinos residentes en el extranjero han sido considerados como la otra comunidad asiática más importantes. Al igual que los demás asiáticos del Lejano Oriente y Oriente Medio, en este caso los ciudadanos chinos, coreanos, japoneses, taiwaneses, persas, árabes, indios y entre otros.